# Β-mannosidasi
La β-mannosidosi o deficit dell'enzima β-mannosidasi o semplicemente β-mannosidasi (in inglese: Lysosomal beta-mannosidase deficiency o Beta-mannosidase deficiency), è una rara malattia genetica di tipo autosomico recessivo facente parte dell'eterogeneo gruppo delle malattie da accumulo lisosomiale inquadrata nel sottogruppo delle Oligosaccaridosi.
La patologia è molto rara e si caratterizza per una immunodeficienza e deficit dello sviluppo, con possibili epilessie.

## Epidemiologia
È geneticamente determinata da una trasmissione di tipo autosomico recessivo.
La β-mannosidosi ha una prevalenza inferiore a 1/1 000 000 di nati vivi. Nel mondo, nel 2008 sono stati segnalti solo 20 casi in 16 famiglie. Per la carenza di casi documentati il quadro clinico non è del tutto conosciuto.

## Genetica
La β-mannosidosi è una malattia a trasmissione di tipo autosomico recessivo. La mutazioni del gene Manba, che è situato sul cromosoma 4 locus q22-q25, è la causa nota della malattia; il gene Manba è codifica l'enzima β-mannosidasi. Le mutazioni in questo gene possono diminuire l'attività della β-mannosidasi, che causa nei tessuti dei pazienti affetti un accumulo dei disaccaridi del mannosio.

## Clinica
La malattia è simile alla α-mannosidosi e i pazienti identificati affetti mostrano immunodeficienza, ritardo mentale, ritardo dello sviluppo della parola, cambiamenti nello scheletro e perdita di udito. In alcuni casi vi è anche l'ipotensione e crisi epilettiche. Il sistema immunitario risulta indebolito e ciò provoca ricorrenti infezioni respiratorie.

## Diagnosi
La diagnosisi fa determinando l'attività enzimatica della β-mannosidasi nei leucociti o nei fibroblasti in coltura. Una analisi del DNA (come test genetico), si fa per avere una conferma. L'escrezione di maggiori quantità del disaccaride mannosio nelle urine è un segno della malattia, pur non essendo una prova certa. La diagnosi prenatale è sia biochimica che genetica.

## Terapia
Terapie causali per la malattia non se ne conoscono, è possibile un trattamento solamente sintomatico.

## Medicina veterinaria
La malattia è stata scoperta e descritta nel 1981 per la prima volta su capre, solamente cinque anni dopo fu individuata la prima volta negli esseri umani.
La malattia nelle capre è molto più grave che nell'uomo e porta alla morte prematura degli animali. Nei bovini la malattia è stata individuata nel 1993.